# Daniel Sprong
Daniel Sprong (Amsterdam, 17 maart 1997) is een Nederlandse ijshockeyspeler. Hij speelt op dit moment voor de New Jersey Devils in de Noord-Amerikaanse profcompetitie; de NHL. In de NHL Draft van 2015 werd Sprong in de tweede ronde gekozen waarmee hij de 46e speler was die door een club geselecteerd werd. Sprong woont sinds zijn zevende in Canada. Sprong speelt vooral als rechtsvoor.

## Jeugd
Daniel Sprong werd geboren in Amsterdam. Zijn vader, Hannie Sprong, is ook ijshockeyspeler geweest. Na hun verhuizing naar Canada kwam de familie in Montreal te wonen en Daniel speelde ijshockey bij verschillende jeugdteams in de regio. Tussen 2013 en 2015 speelde hij bij de Charlottetown Islanders, een team in de Quebec Major Junior Hockey League. In 2014 werd Sprong geselecteerd in het QJMHL All-Rookie Team. Toen in 2015 de officiële NHL scoutinglijst uit kwam (een lijst waarop talenten van over de hele wereld gerangschikt worden) stond Sprong op nummer 20 in de lijst van meest veelbelovende talenten in Noord-Amerika.

## NHL
Bij de NHL Draft van 2015 werd Sprong geselecteerd door de Pittsburgh Penguins en tekende een driejarig entry-level contract. Gewoonlijk worden jonge talenten daarna gestald bij zogenaamde feeder clubs, teams onder het niveau van de NHL die de spelers fit houden en ze klaar stomen voor het spelen in de NHL. Na het trainingskamp van de Penguins voor aanvang van het seizoen werd Sprong echter meteen toegevoegd aan de selectie. Hij is daarmee de eerste speler die in de tweede ronde (of later) werd gedraft en meteen toegevoegd werd aan de selectie sinds Brandon Saad in 2011. Hij speelde zijn eerste wedstrijd in de NHL op 8 oktober 2015 tegen de Dallas Stars en scoorde zijn eerste doelpunt op 18 oktober tegen de Ottawa Senators. Hiermee is hij de eerste Nederlandse ijshockeyspeler die een doelpunt scoorde in de NHL sinds 1986 toen Ed Beers voor de St. Louis Blues speelde. Na achttien wedstrijden en twee goals werd Sprong voor de rest van het seizoen gestald bij zijn oude club, de Charlottetown Islanders. Hij scoorde in het reguliere seizoen 16 goals, 46 punten. Sprong deed daarna mee aan de Calder Cup play-offs voor het AHL-team van de Penguins.
Daniel Sprong onderging in juni 2016 een operatie aan zijn rechterschouder, waaraan hij geblesseerd raakte tijdens een training van Pittsburgh Penguins, waar hij reserve was tijdens de laatste fase van de play-offs. In december keerde hij terug op het ijs en wordt vervolgens naar de Charlottetown Islanders gestuurd. Volgens hoofdcoach Mike Sullivan van de Penguins is dat het beste voor zijn ontwikkeling. Dat jaar scoorde hij in de QJMHL in 31 duels 32 goals, 59 punten. Het jaar hierop speelde Sprong vooral bij het AHL-team van de Penguins. In 65 duels kwam hij tot 32 goals, 65 punten. Hij zou nog 8 NHL-duels spelen en scoorde twee goals, drie punten.
In het seizoen van 2018-2019 begon Sprong het seizoen in de NHL, en na 16 duels zonder goals en vier punten werd Sprong op 3 december 2018 betrokken bij een ruil tussen de Pittsburgh Penguins en de Anaheim Ducks. De Penguins, op zoek naar versterking in de defensie ruilde Daniel Sprong voor Marcus Pettersson. Sprong ging voortvarend van start in het Honda Center, de thuisbasis van de Anaheim Ducks. De rest van het seizoen scoorde hij in 47 duels 14 goals, 19 punten. Het jaar erop had Sprong acht duels gespeeld met één goal, twee punten. Bij het AHL-team van de Ducks speelde Sprong 39 duels met 11 goals, 27 punten. 
Op 24 februari 2020 maakte Sprong de overstap van Anaheim Ducks naar Washington Capitals. Hij werd geruild met verdediger Christian Djoos van Washington Capitals. Sprong speelde vijf duels bij de Hershey Bears, het AHL-team van de Capitals, en scoorde één goal, zes punten. Vanaf seizoen 2020-2021 werd Sprong opgeroepen voor de hoofdmacht. Hij tekende hier een contract voor 2 jaar. In 42 duels scoorde hij 13 goals, 20 punten. Tevens speelde hij voor het eerst in de Stanley Cup Playoffs. Een jaar later werd hij na 47 duels met 8 goals, 14 punten geruild naar de Seattle Kraken. De rest van het seizoen speelde hij 16 duels en scoorde zes goals, zes punten. Seizoen 2022-2023 was het beste seizoen tot op heden voor Sprong. Pas na een proefperiode tijdens het trainingskamp tekende Sprong een contract bij Seattle. Hij zou 66 duels spelen en 21 goals, 46 punten scoren, en een opvallend hoge +13-score. Ook haalde zijn team de tweede ronde van de Stanley Cup Playoffs. Sprong speelde vooral als speler in de vierde lijn, maar ondanks de weinige minuten scoorde hij veel.
Na in de zomer van 2023 een free agent te zijn tekende Sprong een contract ter waarde van $2 miljoen bij de Detroit Red Wings. Ook hier speelde Sprong vooral in de vierde lijn. Na 76 duels stopte de teller bij 18 goals, 43 punten. Op een haar na liepen de Red Wings de play-offs mis. Na in de zomer wederom free agent te zijn tekende Sprong voor het seizoen 2024-2025 een contract met een waarde van $975.000 bij de Vancouver Canucks. Dit bleek geen gouden match, en al na 9 gespeelde duels met 1 goal en 3 punten werd Sprong verruild naar Seattle, waar hij eerder al speelde.
Na het seizoen van 2023-2024 heeft Sprong 344 NHL-wedstrijden op zijn naam staan met in totaal 85 doelpunten en 74 assists, samen 159 punten en 66 strafminuten. 
Op 24 juli 2025 werd bekend dat Sprong de NHL zou verlaten en in de Kontinental Hockey League een 1 jarig contract heeft getekend bij de Russische topclub CSKA Moskou.  

## Nationaliteit
Hij was eerst Nederlands staatsburger. Hij heeft een aanvraag gedaan voor een Canadees paspoort en die is in 2017 goedgekeurd. Sprong weigerde voor Nederlandse nationale teams uit te komen, omdat hij de ambitie heeft ooit voor Canada te spelen.